# Genetikai Alapanyag Kutatás Információs Hálózata
A Genetikai Alapanyag  Kutatás Információs Hálózata (angolul: Germplasm Resources Information Network – GRIN) az Amerikai Egyesült Államok Mezőgazdasági Minisztériumának informatikai projektje, minden a Nemzeti Növénygenetikai Alapanyag Rendszerben begyűjtött növény genetikai alapanyagához kapcsolódó információk adatbázisának létrehozására és működtetésére.
A GRIN működése idővel kibővült gerinctelenek, mikroorganizmusok és állatok genetikai alapanyagaihoz kapcsolódó információk kezelésével. 
A GRIN adatbázist a Nemzeti Növénygenetikai Alapanyag Kutató Laboratórium adatbázis menedzsment részlege üzemelteti Beltsvillben (Maryland).